# Cheongni-myeon
Cheongni-myeon (koreanska: 청리면) är en socken i den centrala delen av Sydkorea, 170 km sydost om huvudstaden Seoul. Den ligger i kommunen Sangju i provinsen Norra Gyeongsang.